# Kantatie 86
Pour les articles homonymes, voir Route 86.
La route principale 86 (en finnois : Kantatie 86) est une route principale allant du village Eskola de Kannus jusqu'à Liminka en Finlande.

## Description
La route est longue de 124 kilomètres. 
Avec la route principale 63 en provenance de Kauhava, elle offre un itinéraire alternatif à la route nationale 8 le long de la côte ouest.

## Parcours
La route parcourt les municipalités suivantes :
- Kannus
- Sievi
- Ylivieska
- Oulainen
- Raahe
- Siikajoki
- Liminka
- Liminka